# Älgsjötjärnen (Fjällsjö socken, Ångermanland)
Älgsjötjärnen är en sjö i Strömsunds kommun i Ångermanland och ingår i Ångermanälvens huvudavrinningsområde.